# Bánffy György (1845–1929)
Losonci gróf Bánffy György (Kolozsvár, 1845. június 12. – Kolozsvár, 1929. november 16.) erdélyi főnemes, képviselő, főrendházi tag.

## Élete
A losonci Bánffy család sarja. Apja, losonci gróf Bánffy Miklós (1801–1894), császári és királyi kamarás, főpohárnokmester, anyja iktári gróf Bethlen Katalin (1814–1871), a fejedelmi család utolsó sarja volt. Apai nagyszülei losonci báró Bánffy Pál (1762–1828), császári és királyi gránátos főhadnagy és felcsúti Gányi Erzsébet (1767–1831) voltak. Bánffy György képviselő, majd 1895-től a főrendiház tagja, 1867-től aranysarkantyús vitéz, 1892-től kamarás, 1896-tól valóságos belső titkos tanácsos volt, majd a királyi főajtónálló-mesteri cím viselője. Alapítója a Heraldikai és Történelmi Társulatnak és az Iparművészeti Múzeumnak, 30 esztendőn keresztül az erdélyi református egyházkerület főgondnoka. 1903-ban családi levéltárát az Erdélyi Múzeumban helyezte el.
Az országos hírű bonchidai Bánffy-uradalomban rendezték gyakorta a járási mezőgazdasági kiállításokat, borai 1879-ben az erdélyi borok párizsi kiállításán dicsérő oklevelet nyernek. Ménese messze földön híres volt.

## Házassága és leszármazottjai
Felesége báró Bánffy Irma az ősi főúri családnak aránylag távoli ágából származott. A házasságukból született:
- losonczi gróf Bánffy Miklós.